# San Vicente del Monte
San Vicente del Monte es una localidad española del municipio de Valdáliga, perteneciente a la comunidad autónoma de Cantabria. 

## Geografía

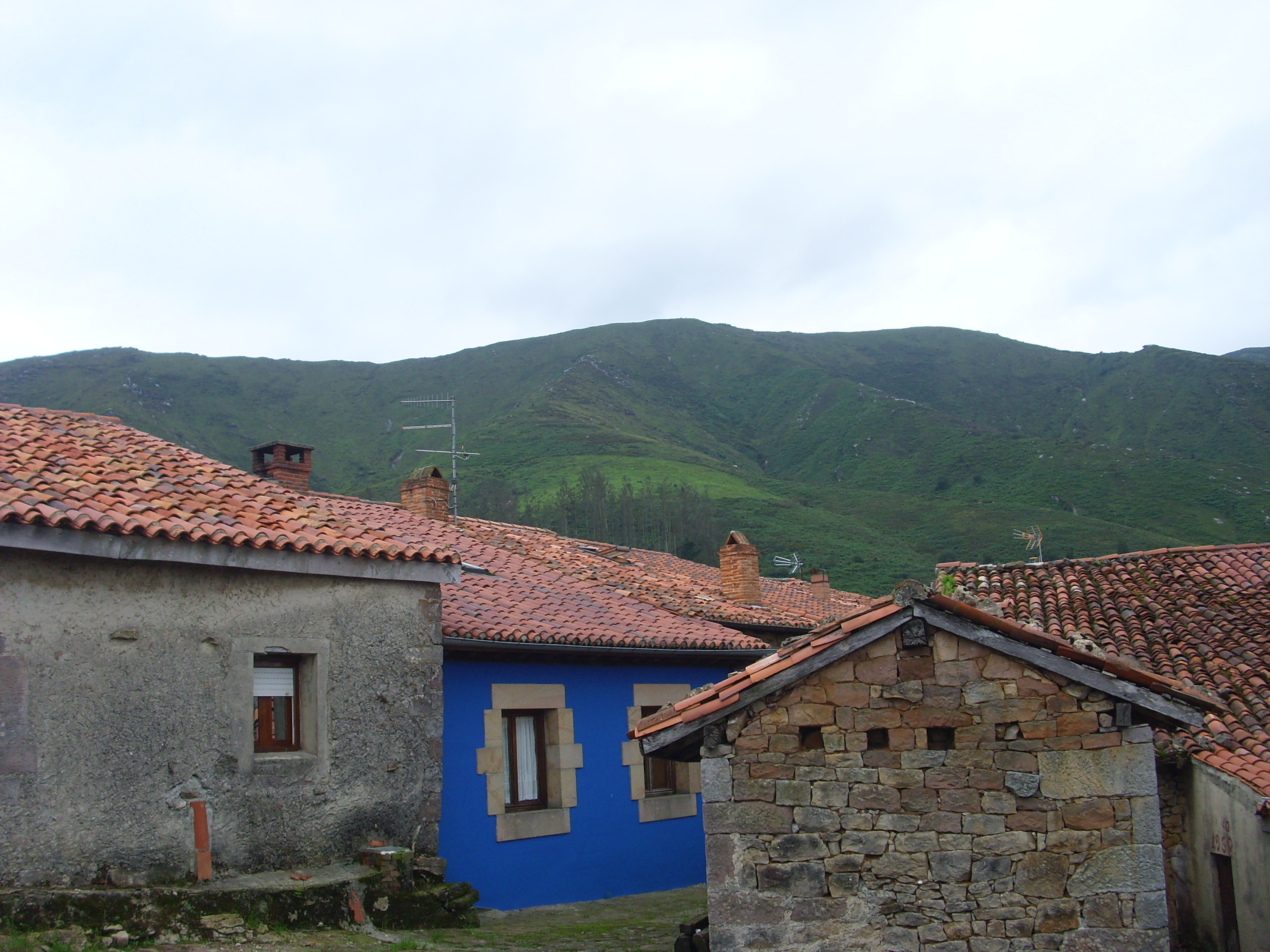
Calle del pueblo con la sierra del Escudo de Cabuérniga al fondo

La localidad se encuentra situada a 317 m s. n. m. y a 11,3 kilómetros de distancia de la capital municipal, Roiz. La localidad está a media altura de la falda de la sierra del Escudo de Cabuérniga, desde donde se observa la panorámica del bajo valle y donde aún se conserva una importante calzada de origen desconocido.

## Historia
Hacia mediados del siglo XIX, el lugar ya pertenecía a Valdáliga. Aparece descrito en el decimosexto y último volumen del Diccionario geográfico-estadístico-histórico de España y sus posesiones de Ultramar de Pascual Madoz con las siguientes palabras:

VICENTE EL MONTE (San): l. en la prov. y dióc. de Satnander (8 leg.), part. jud. de San Vicente la Barquera (3), aud. terr. y c. g. de Búrgos, ayunt. de Valdaliga. sit. en llano al pie del puerto del Escudo; su clima es frio pero sano. Tiene montes de roble, y pastos para toda clase de ganados. Su terreno es corto, como sus producciones y vecindario. pobl. y contr. con el ayunt.
(Madoz, 1850, p. 22)

## Geografía humana

### Organización territorial
La entidad singular de población está conformada por los siguientes núcleos de población:
- Birruezas
- Las Casas Nuevas
- Los Corrales
- La Ría
- San Vicente del Monte

### Demografía
En 2023, la entidad singular de población de San Vicente del Monte tenía empadronados 197 habitantes y el núcleo de población, 92.

## Patrimonio
San Vicente del Monte cuenta con una iglesia tradicional cántabra del siglo XVIII y restaurada en el año 2002 y dedicada a san Vicente Mártir, patrón del pueblo.
También tiene una calzada (la Cambera de los Moros y su correspondiente centro de interpretación), una posada rural, un albergue juvenil, un centro ecuestre, un humilladero del siglo XVII, un lavadero del siglo XVIII y una bolera.

### Cambera de los Moros
Aproximadamente a tres kilómetros del núcleo principal de San Vicente del Monte, en el barrio de Birruezas, existe una calzada denominada "Cambera de los Moros" que atraviesa la Sierra del Escudo de Cabuérniga por el Pernal del Abedul. El término "cambera" denota, en Cantabria, a un camino antiguo principalmente usado por carros mientras que en la zona donde se encuentra la calzada se hace referencia a algo antiguo e inmemorial con la alusión "de los Moros".

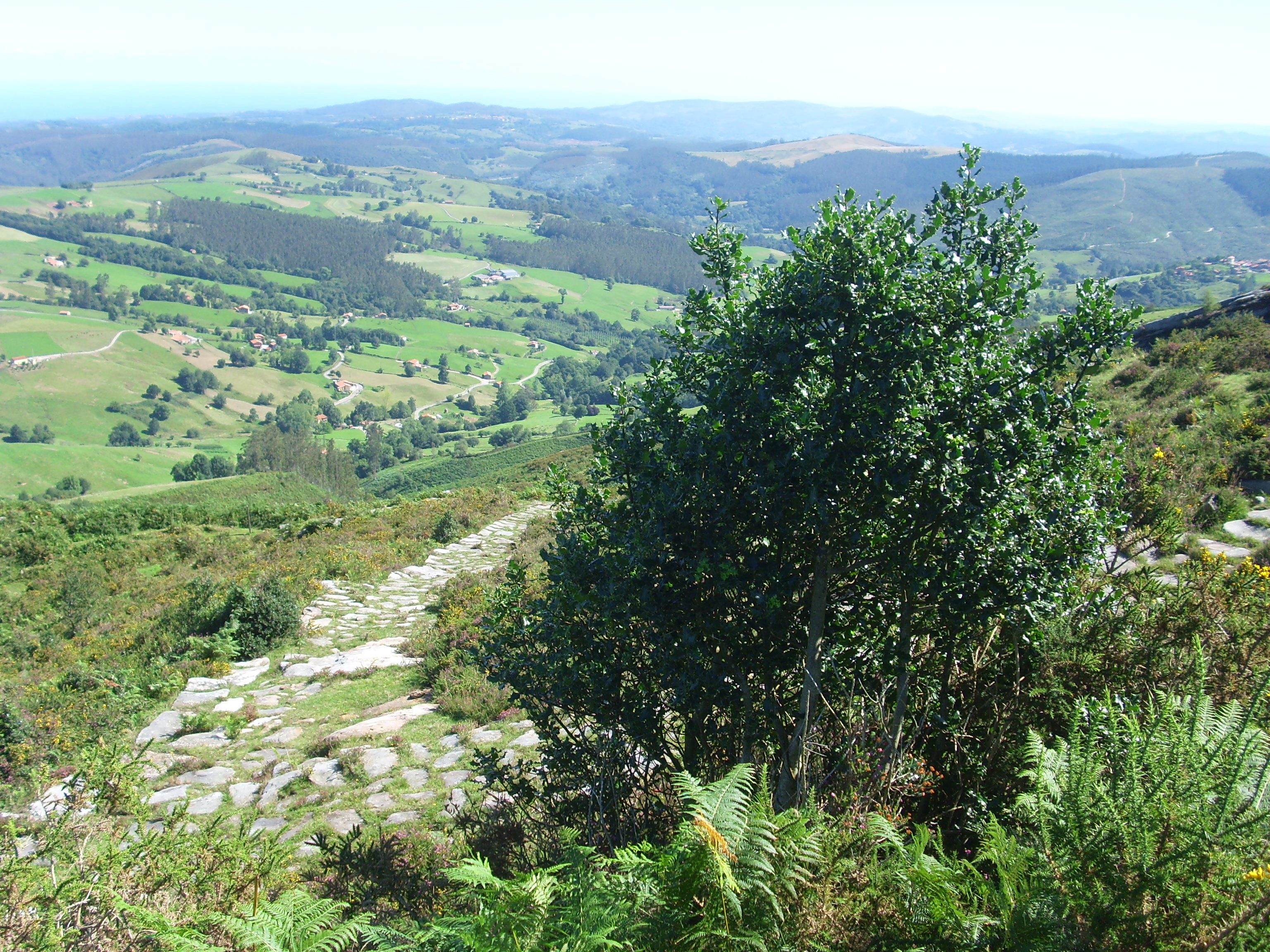
Cambera de los Moros desde el Pernal del Abedul

Las primeras investigaciones realizadas a finales del siglo XX y a principios del siglo XXI aluden al camino como una calzada romana utilizada para el tránsito desde Asturias y Cabuérniga hacia el interior de la península ibérica. Posteriores estudios ponen en tela de juicio el origen romano por su compleja topografía y por no cumplir las características de las calzadas romanas. Un análisis dendrocronológico realizado a partir de un fragmento de un tocón de roble que creció sobre la calzada concluye que esta existe, al menos, desde el siglo XVI. El hecho de que un roble creciese sobre la calzada permite conocer que fue en este siglo (XVI) cuando la ruta quedó en desuso, probablemente debido a la construcción en el siglo XV de un Camino Real que atraviesa el Valle de Cabuérniga. La calzada, sin embargo, transcurre atravesando la Sierra del Escudo de Cabuérniga superando un desnivel de aproximadamente 500 metros, siendo probable que la elección de este trazado se realizase con fines defensivos.

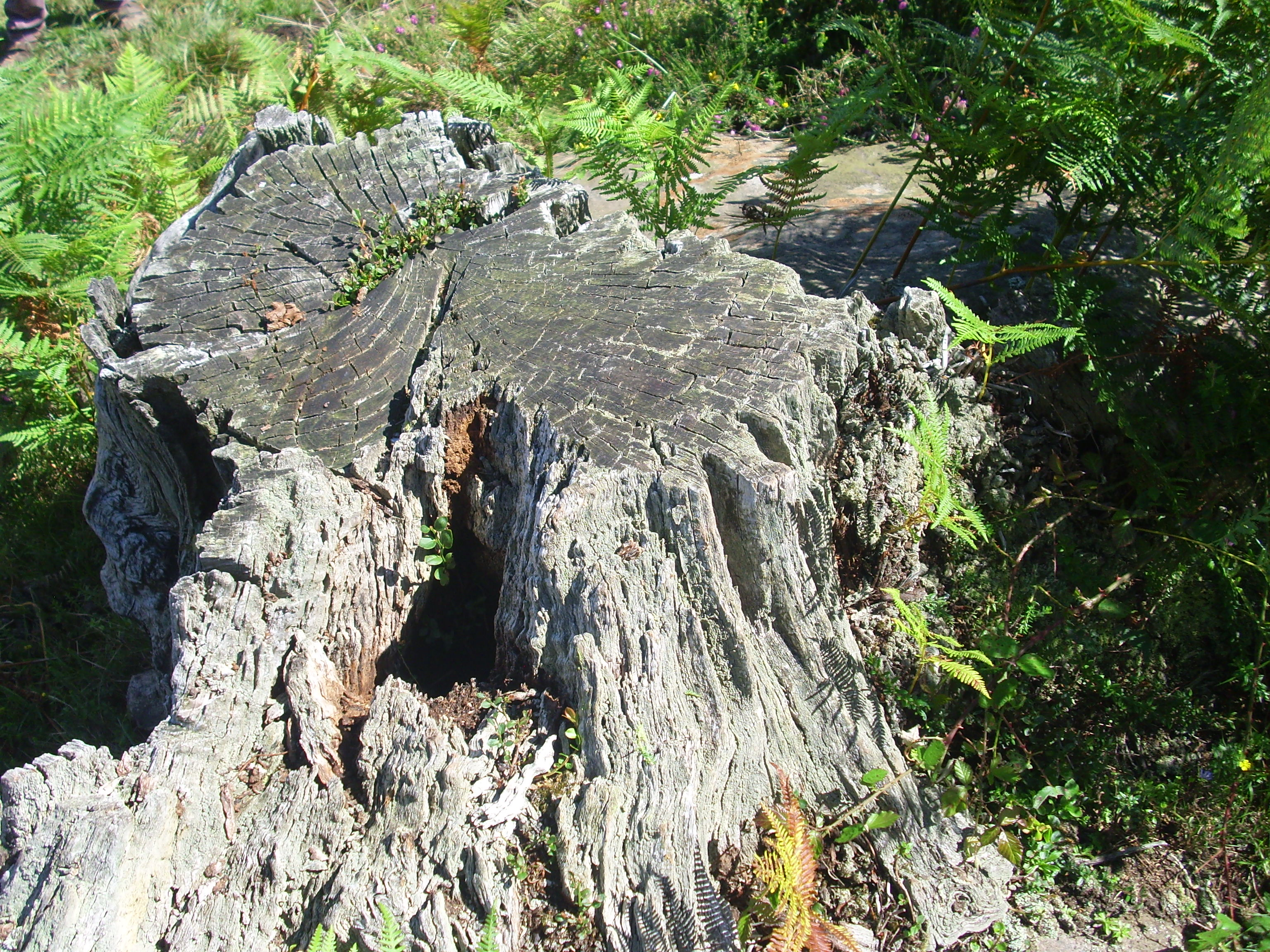
Tocón de roble que creció sobre la calzada

El estado de conservación de la calzada es irregular, existiendo zonas donde esta ya ha quedado destruida por el paso del tiempo o enterrada en la arena por el efecto de la sedimentación a causa del agua y otras zonas donde la calzada se encuentra en buenas condiciones. Anualmente, el Gobierno de Cantabria organiza un voluntariado internacional en San Vicente del Monte con el fin de conservar y preservar la calzada.